# Barnbergstjärnen
Barnbergstjärnen är en sjö i Timrå kommun i Medelpad och ingår i Selångersåns huvudavrinningsområde. Sjön har en area på 0,0567 kvadratkilometer och ligger 133,1 meter över havet.

## Delavrinningsområde
Barnbergstjärnen ingår i det delavrinningsområde (692858-157179) som SMHI kallar för Mynnar i Selångersån. Medelhöjden är 113 meter över havet och ytan är 6,92 kvadratkilometer. Det finns inga avrinningsområden uppströms utan avrinningsområdet är högsta punkten. Vattendraget som avvattnar avrinningsområdet har biflödesordning 2, vilket innebär att vattnet flödar genom totalt 2 vattendrag innan det når havet efter 16 kilometer. Avrinningsområdet består mestadels av skog (68 procent), öppen mark (10 procent) och jordbruk (17 procent). Avrinningsområdet har 0,06 kvadratkilometer vattenytor vilket ger det en sjöprocent på 0,8 procent.